# Ananasovník chocholatý
Ananasovník chocholatý (Ananas comosus), též ananas chocholatý, nebo jen zkráceně ananas, je pantropická rostlina z čeledi broméliovitých (Bromeliaceae) původem z tropické Jižní Ameriky. Je to víceletá tropická bylina s listy v přízemní růžici, která se pěstuje především pro plodenství zvané ananas v tropech a teplých subtropech.

## Nomenklatura
Ananas comosus (L.) Merr.,  1917
| Basionym:             | Bromelia comosa L., 1754 |
| Taxonomická synonyma: | =Bromelia ananas L., 1753 =Ananas ananas (L.) Voss, 1895 =Ananas pyramidalis Miller, 1768 =Ananas sativus Schult. var. pyramidalis Bertol., 1913 =Bromelia ananas L. var. pyramidalis Arruda =Ananas glaber Miller, 1768 =Bromelia semiserrata Willd., 1809 =Ananas semiserratus (Willd.) Schult.f., 1830 =Ananassa semiserrata (Willd.) D.Dietr., 1840 =Ananassa sativa Lindl., 1827 =Ananas sativus Schult. & Schult.f., 1830 =Bromelia glabra Boerh. ex Schult.f., 1830 =Bromelia subspinosa H.L.Wendl. ex Schult.f., 1830 =Bromelia inermis Pers. ex Steud., 1840 =Ananassa mordilona Linden, 1869 =Ananas mordilona (Linden) E.Morren, 1879 =Ananas sativus f. mordilona (Linden) Bertoni, 1919 =Ananassa bracamorensis Linden, 1878 =Ananas bracamorensis (Linden) Baker, 1889 =Ananas proliferus hort. ex Baker, 1889 =Ananas sativus var. duckei Camargo, 1939 =Ananas duckei hort. (nom. inval.) |

### Variety
Ananas comosus (L.) Merr. var. comosus
Ananas comosus (L.) Merr. var. ananassoides (Baker) Coppens & F.Leal,  2002
| Basionym:                 | Acanthostachys ananassoides Baker, 1889 |
| Nomenklatorická synonyma: | ≡Ananas ananassoides (Baker) L.B.Sm., 1939 |
| Taxonomická synonyma:     | =Ananas microstachys Lindm., 1891 =Ananas sativus Schult. & Schult.f. var. microstachys (Lindm.) Mez, 1892 =Ananas comosus (L.) Merr. var. microstachys (Lindm.) L.B.Sm., 1934 =Ananas ananassoides (Baker) L.B.Sm. var. nanus L.B.Sm., 1939 =Ananas microstachys Lindm. var. nanus (L.B.Sm.) Camargo, 1942 =Ananas microstachys Lindm. var. nanus (L.B.Sm.) Camargo, 1942 =Ananas nanus (L.B.Sm.) L.B.Sm., 1962 =Ananas ananassoides (Baker) L.B.Sm. var. typicus L.B.Sm., 1939 =Ananas microstachys Lindm. var. typicus (L.B.Sm.) Camargo, 1942 |

Ananas comosus (L.) Merr. var. bracteatus (Lindl.) Coppens & F.Leal,  2002
| Basionym:                 | Ananassa bracteata Lindl., 1827 |
| Nomenklatorická synonyma: | ≡Ananas bracteatus (Lindl.) Schult. & Schult.f., 1830 ≡Ananas bracteatus (Lindl.) Schult. & Schult.f., 1830 ≡Ananas bracteatus Baker, 1889 non (Lindl.) Schult. & Schult.f. 1830 ≡Ananas sativus Schult. & Schult.f. var. bracteatus Mez, 1892 |
| Taxonomická synonyma:     | =Bromelia sagenaria Arruda, 1810 =Ananas bracteatus (Lindl.) Schult. & Schult.f. var. sagenarius (Arruda) Bertoni, 1910 =Ananas sativus Schult. & Schult.f. var. sagenarius Bertoni, 1911 =Pseudananas sagenarius (Arruda) Camargo, 1939 =Ananas macrodontes E.Morren, 1878 =Ananas sativus Schult. & Schult.f. var. macrodontes (E.Morren) Bertoni, 1913 =Ananas bracteatus (Lindl.) Schult. & Schult.f. var. macrodontes (E.Morren) Bertoni, 1919 =Pseudananas sagenarius (Arruda) Camargo var. macrodontes (E.Morren) Camargo, 1943 =Ananas bracteatus (Lindl.) Schult. & Schult.f. var. hondurensis Bertoni, 1919 =Ananas bracteatus (Lindl.) Schult. & Schult.f. var. paraguariensis Bertoni, 1919 =Ananas bracteatus (Lindl.) Schult. & Schult.f. var. rudis Bertoni, 1919 =Ananas comosus (L.) Merr. var. rudis (Bertoni) Camargo, 1942 =Pseudananas macrodontes (E.Morren) Harms, 1930 =Ananas bracteatus (Lindl.) Schult. & Schult.f. var. albus L.B.Sm., 1939 =Ananas comosus (L.) Merr. var. albus (L.B.Sm.) Camargo, 1942 =Ananas bracteatus (Lindl.) Schult. & Schult.f. subvar. tricolor Bertoni, 1919 =Ananas bracteatus (Lindl.) Schult. & Schult.f. var. tricolor (Bertoni) L.B.Sm., 1939 =Ananas comosus (L.) Merr. var. tricolor (Bertoni) Camargo, 1942 =Ananas bracteatus (Lindl.) Schult. & Schult.f. var. typicus L.B.Sm. 1939 =Ananas fritzmuelleri Camargo, 1943 =Ananas bracteatus (Lindl.) Schult. & Schult.f. var. striatus M.B.Foster, 1959 |

Ananas comosus (L.) Merr. var. erectifolius (L.B.Sm.) Coppens & F.Leal,  2002
| Basionym:             | Ananas erectifolius L.B.Sm., 1939                                                                         |
| Taxonomická synonyma: | =Ananas lucidus Miller 1768 =Bromelia lucida (Miller) Willd., 1809 =Ananassa lucida (Miller) Lindl., 1827 |

Ananas comosus (L.) Merr. var. parguazensis (Camargo & L.B.Sm.) Coppens & F.Leal,  2002
| Basionym: | Ananas parguazensis Camargo & L.B.Sm., 1968 |

## Taxonomická poznámka
Podle nového taxonomického systému APG II jsou všechny taxony řádů Bromeliales přeřazeny do řádu Poales. Tento nový systém řád Bromeliales nezná. České jméno „ananasovník“, resp. „ananas“ je přepisem latinského „Ananas“. Slovo „nanas“ pak pochází z některého z domorodých jazyků Jižní Ameriky. Přesný původ je nejasný. Anglický výraz „pineapple“ či španělský „piña“ pak značí „jablko konifery“ resp. „šišku“.
Další druhy, pěstované pro ovoce, Ananas ananassoides a A. bracteatus z jižní Brazílie, jsou moderními autory (Coppens d’Eeckenbrugge a Leal, 2003) považovány za pouhé variety druhu A. comosus. Další uváděný sporný druh, lišící se od A. comosus absencí vrcholové růžice listů, Ananassa lyman-smithii, který popsal Felisberto Cardoso de Camargo, z povodí Amazonky a známý již dříve jako A. mostrosus, byl později zamítnut (Leal, 1990), protože uvedený znak není stabilní.

## Popis

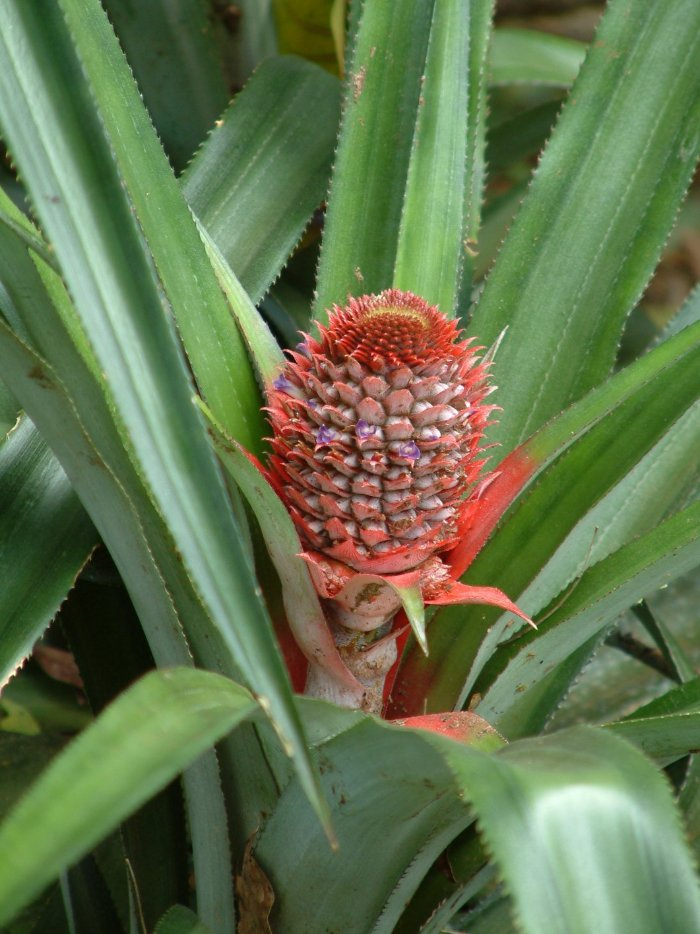
Květenství ananasu

Ananasovník dorůstá výšky 60–120 cm a šířky kolem 50–100 cm. Má přízemní růžici tuhých, mečovitých, 90–120 cm dlouhých, na okraji pilovitých, někdy však i hladkých listů. Ze středu růžice vyrůstá asi 30 cm vysoký stonek zakončený velkou vejcovitou šišticí ze střechovitě se kryjících tuhých listenů, v jejichž úžlabí je 50–200 drobných, modrých až nachových, oboupohlavních (hermafroditních) květů s trubkovitou korunou, seskupených ve složeném hroznu. Samosprašnost a opylování větrem nebylo pozorováno. V přírodě bývají někdy květy navštěvovány hmyzem nebo kolibříky sajícími nektar, ale obvykle ani tehdy k opylení nedochází. Po odkvětu jednotlivé tvořící se bobule srůstají se stonkem a zdužnatělými listeny v dužnaté plodenství, zvané „ananas“. Tvorba bobulí není podmíněna opylením a vývoj plodu je tedy partenokarpní. Vřeteno květenství prorůstá plodenstvím a na jeho vrcholu vytváří růžici listů. Listové růžice se tvoří z adventivních pupenů téměř na celé rostlině. Dceřiné listové růžice, zvané též rozety, se používají k vegetativnímu rozmnožování ananasu.

### Plodenství
Plodenství o hmotnosti 0,5–3,5 kg (miniananasy i méně) je složeno ze 100 i více bobulovitých plodů. Dozrává asi 3 měsíce po odkvětu. Z celého plodenství tvoří asi 65–70 % hmotnosti dužnina, 20–25 % „slupka“, 4–6 % terminální růžice a 4–6 % zdužnatělé vřeteno květenství. Kromě obvyklých žlutých, bronzově nebo nazlátle zbarvených, známe i ananasy červené, červenofialové až černé. Dužnina je bílá nebo nažloutlá, šťavnatá, příjemné chuti a vůně. Naprostá většina odrůd má triploidní charakter a plodenství je tudíž bezsemenné; u tetraploidních jedinců se objevuje jedno semeno asi na 8–10 tisíc jedinců.
Postavení plodů v souplodí ananasu se dá vyjádřit Fibonacciho číslem.

### Semena a pohlavní rozmnožování
Semena mají velmi tuhé osemení a tvrdý endosperm. Klíčivost si při běžné teplotě v tropech uchovávají asi 6 měsíců. Klíčivost semen není bez předchozího ošetření semen, např. působením kyseliny sírové, příliš veliká a získané semenáčky jsou velmi křehké a citlivé na zacházení. Do půdy se mohou přesazovat až ve stáří 15–18 měsíců a k dosažení produktivního věku potřebují 16–30 měsíců.
Obvykle se pohlavní rozmnožování nepoužívá ke komerčnímu pěstování nových rostlin, ale pouze při šlechtění nových odrůd.

### Vegetativní rozmnožování
Na plantážích se ananasovník rozmnožuje vegetativně buď rozetami (=listovými růžicemi), nebo řízky stonku. Rozet u ananasovníku rozeznáváme několika typů.
- půdní rozety – vyrůstají z kořenového krčku; plodiny takto vzniklé plodí za 12–15 měsíců
- úžlabní rozety – vyrůstají v úžlabí listů; takto vzniklé plodiny plodí za 12–15 měsíců
- boční rozety – vyrůstají z boku stonku; plodí za 18–20 měsíců
- hapas – vyrůstají na přechodu stonku ve stopku plodenství; plodí za 14–16 měsíců
- slips – vyrůstají na stopce plodenství; plodí za 14–18 měsíců
- na bázi plodenství
- koruny – na vrcholu plodenství; Obvykle se nepoužívají, neboť plodí až za více než 20 měsíců

Jedna rostlina tvoří většinou dva typy rozet, přičemž půdní rozety a slips se využívají nejvíce.

## Odrůdy
Asi 40 odrůd ananasu se pomologicky dělí do čtyř skupin. Je to skupina typu Spanish (bílá dužnina, listy na okraji pilovité), skupina typu Queen (žlutá až zlatožlutá dužnina, listy na okraji pilovité), skupina typu Abacaxi (bledá dužnina, listy na okraji pilovité) a skupina typu Cayenne (žlutá dužnina, listy na okraji hladké). Dříve se ananasovník rozděloval pouze do třech skupin s tím, že odrůdy Abacaxi se zahrnovaly do skupiny typu Queen.
- Skupina typu Spanish
  - ’Red Spanish’ – raná odrůda dozrávající na přelomu května a června. Pěstuje se hlavně na Kubě, Floridě, v Portoriku a Malajsii. Dává 1–1,5 kg těžká plodenství, která se dobře přepravují.
  - ’Singapur Spanish’ – pěstuje se hlavně v Malajsii pro konzervárenský průmysl.
  - ’Sugar Loaf’ – je nejranější a nejsladší odrůda ze skupiny typu „Spanish”. Pěstuje se hlavně v tropické Americe. Plodenství o hmotnosti 700–900 g snáší špatně přepravu.
  - další důležité odrůdy této skupiny jsou: ’Cabezona’, ’Valera’, ’Valera Amarilla’, ’Valera Roja’, ’Castilla’, ’Cumanesa’, ’Morada’ a ’Monte Oscuro’.

- Skupina typu Queen

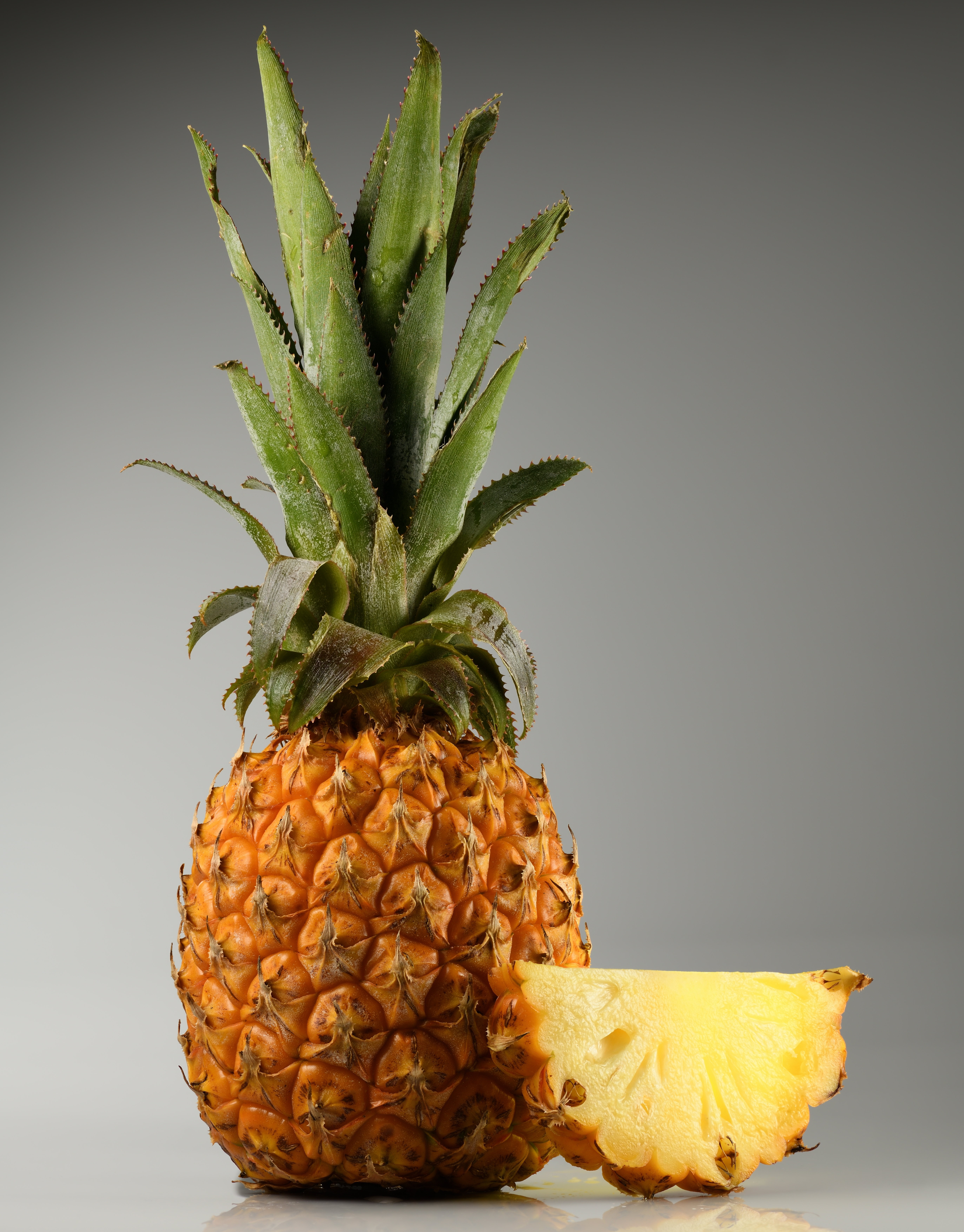
Ananas chocholatý ’Victoria’

  - ’Cabazoni’ – triploidní hybrid z Portorika. Kvete 2.–4. rokem po výsadbě. Rodí obrovská plodenství o hmotnosti 3–5 kg.
  - ’Pernambuca’ – pochází ze severní Brazílie. Plody o hmotnosti okolo 1,5 kg nesnáší přepravu a manipulaci. Zraje od června do srpna.
  - ’Queen’ – je velmi kvalitní odrůdou pěstovanou od roku 1650 v Jihoafrické republice (v Austrálii známá jako „Mac Gregor”). Plodenství o hmotnosti 0,9–1,2 kg jsou méně šťavnatá, zato ale silně aromatická a výborné chuti snášející přepravu a tvořící mnoho podzemních rozet.
  - ’Victoria’ – odrůda pocházející z jižního Vietnamu.
  - další důležité odrůdy této skupiny jsou: ’Natal Queen’, ’James Queen’, ’Ripley-Queen’, ’Alexandria’, ’Pattavia’, ’Calcutta’, ’Sri Rocha’, ’Intoracchit’, ’Chantabun’, ’Kallara’, ’Local’.
- Skupina typu Abacaxi
  - ’Abacaxi’ (psáno též Abacachi) – dává plodenství o hmotnosti 1,5–2 kg. Pěstuje se hlavně na Floridě, v Surinamu a ve Venezuele.
- Skupina typu Cayenne
  - ’Cayenne’ – středně stará odrůda z Francouzské Guyany. V současnosti rozšířena pantropicky. Válcovitá plodenství o hmotnosti až 3 kg obsahují větší množství sacharidů a kyselin, čehož se využívá v konzervárenství. Tato odrůda má mnoho forem.
    - ’Hilo’ – netvoří rozety vyrůstající ze stopky plodenství. Rozmnožuje se hlavně terminálními růžicemi.

  - ’Baronne Rothschild’
  - ’Monte Lirio’ – málo rozšířená odrůda s bílou dužninou.
  - dalšími důležitými odrůdami této skupiny jsou: ’Cayenne Lisse’, ’St. Michael’, ’Giant Kew’, ’Charlotte Rothschild’, ’Perolera’, ’Bumanguesa’, ’Esmerald’, ’Typhone’, ’Cayenne Guadeloupe’, ’Smooth Guatemalon’, ’Palin’, ’Pramba la Marquita’.

## Rozšíření
Ananasovník je pěstován prakticky všude po celém světě v tropech a teplejších subtropech, přibližně v pásu omezeném 25° severní a 25° jižní šířky. V této oblasti též zplaňuje.
Protože plané formy nejsou známy, není zřejmý ani původní areál jeho rozšíření. Je pouze jisté, že pochází z neotropů, tedy z tropické Ameriky. Dříve se předpokládalo, že původní oblastí jeho rozšíření je jižní Brazílie a Paraguay, kde jej domestikovali indiáni skupiny Tupí-Guaraní z původního planého druhu příbuzného varietě A. comosus var. ananassoides, ale novější výzkumy kladou místo původu mnohem severněji – do severní Brazílie, Kolumbie a Venezuely.
Významnými oblastmi pěstování ananasovníku jsou Thajsko, jižní a jihovýchodní Čína, Filipíny, Indonésie, Indie, Havajské ostrovy, Kostarika, Kuba, Mexiko a další státy Střední Ameriky, Brazílie, Keňa a Nigérie. Okrasné kultivary se pěstují ve sklenících a v místnostech na celém světě.

## Stanoviště
Nejlépe snáší horské kontinentální tropy s průměrnou roční denní teplotou 25 °C a noční teplotou 17–18 °C. Noční teplota ovlivňuje hromadné kvetení, které je důležité pro zajištění jednorázové sklizně. Ananas vyžaduje půdy písčité, propustné a bohaté humusem, protože má slabě vyvinut kořenový systém. Rozmezí optimálního pH by se mělo pohybovat od 5,5 do 6,2.
Při pěstování jako okrasná rostlina vyžaduje v místnostech v létě teplotu okolo 22 až 25 °C, v zimě nižší, 18 až 20 °C, níže nesmí poklesnout. Je to světlomilná rostlina, dobře se jí daří jak na prosluněném místě, tak i v polostínu, nesnáší však přímý úpal.

### Pěstování v domácnosti
Pro pěstování v domácnosti se používá listové růžice. Ta se odkrojí s částí plodenství z ananasu a následně se okrájí až na samé jádro rozety. Následně je potřeba řeznou ránu zasušit. V případě plantážního pěstování se nechává na hromadách několik týdnů, v případě domácího pěstování se věsí na šňůru nebo umísťuje do suchého písku. Po úplném zasušení řezných ran se může přenést do půdy a začít zalévat. Zasušování se provádí proto, aby řeznou ránu neosidlovaly mikroorganismy a rostlina neplesnivěla.

## Agrotechnika
Sklízí se ručně či za pomoci mechanizace, pro export 2–3 týdny před plnou zralostí, kdy jsou plody ještě zelené. Plantáž existuje nejčastěji 5 let, tzn. 3 sklizně, protože ananas dozrává po 12–16 měsících. Po pěti letech tvoří rostlina menší rozety, a je proto určena k likvidaci zaoráním.

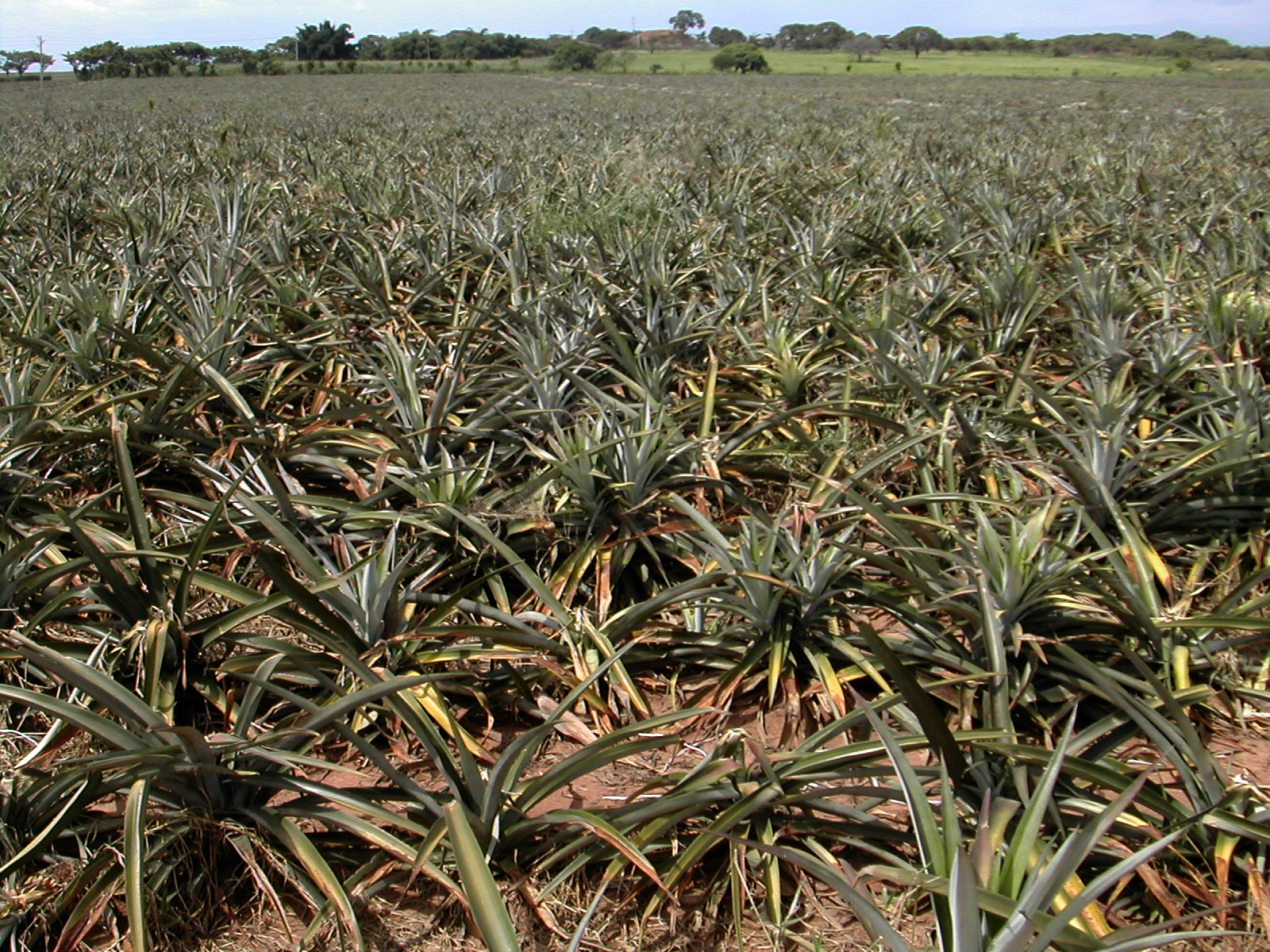
Ananasová plantáž, Veracruz, Mexiko.

### Životní cyklus ananasu
Jedna rostlina je schopna dát minimálně 3 vyvážené sklizně. Po první sklizni, kdy je ulomeno plodenství, rostlina kvete na některé ze svých rozet, nejčastěji půdní. Po sklizni v následném vegetačním období je to opět jiná rozeta.

### Způsob pěstování
Pěstuje se na plantážích ve dvouřadích. Mezi rostlinami v jedné řadě bývá spon nejčastěji 30 cm, ve dvouřadí 50–60 cm a mezi řadami 100–120 cm. Vzdálenosti jsou přímo odvislé od velikosti pěstovaných odrůd a hlavně od mechanizace používané na plantážích. Tímto způsobem se může na jeden hektar vejít 40–70 000 rostlin.
Pěstují se buď v čisté kultuře, nebo spolu s krátkovegetačními plodinami (banánovník, papája) či jako podkultura v plantážích dlouhověkých dřevin (kaučukovník, avokádo, mangovník, kokosová palma) v tzv. „agrolesnických systémech“.

### Příprava plantáže
Plantáž se zakládá buď na úplně novém místě, nebo na tom samém místě vždy jednou za 5 let. V tomto případě je nutné zničit původní porost. Zaschlou hmotu staré plantáže je možné spálit, nebo se drtí, nechává oschnout a zaorává. K drcení se využívají rotavátory, debrustéry s horizontálním pracovním orgánem, rotační žací stroje, řetězové drtiče a v největším talířové brány. Následná orba se provádí do hloubky 40–50 cm těžkými radličnými pluhy.

### Výsadba
K výsadbě se používají rozety (půdní, slips) a nebo adventivní očka stonku. Poloautomatické sázeče jsou vybaveny radlicí, zásobníkem a přihrnovacími talíři. Pracovník bere rozety ze zásobníku a klade je do brázdy. Zde jsou následně přihrnuty přihrnovacími talíři.

### Údržba porostu
Údržba porostu se provádí buď manuálně, nebo s využitím mulčovacích strojů. Jedná se zejména o položení fólie, přihnojování, aplikaci pesticidů apod.

### Sklizeň

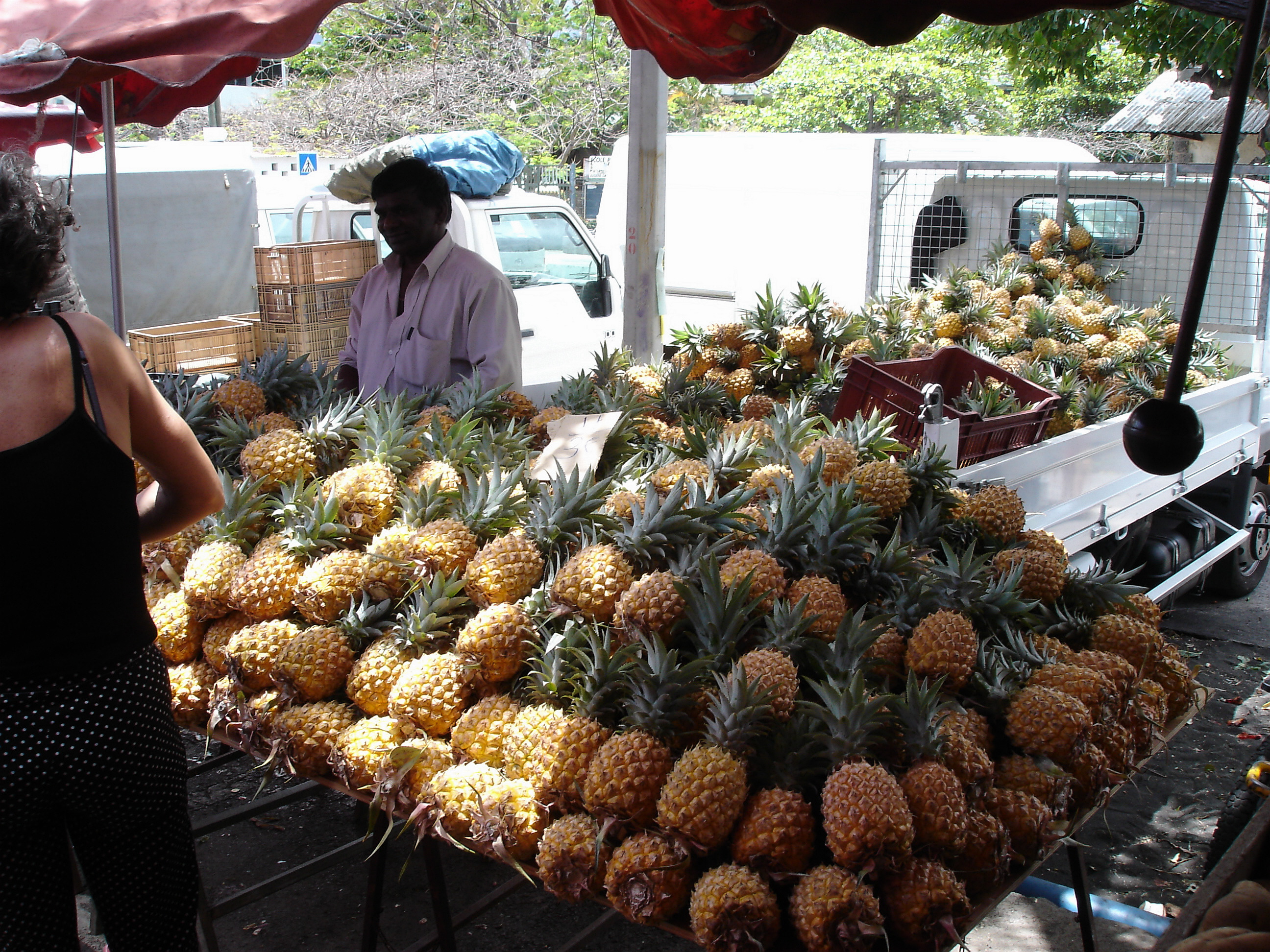
Ananasy na tržišti v Réunionu

Sklizeň se provádí hlavně ručně, i když existují sklízecí stroje. Pracovníci sklízí plodenství ulomením kruten. Většinou se sklizeň provádí tím způsobem, že pracovník odlomí plodenství, oseká rozety a vloží ananas na kolmý dopravník, který dopraví ovoce do sběrného vozu. Takovýto stroj se pak pohybuje po cestě mezi dvouřádky a má pásový dopravník, který je uložen kolmo na směr jízdy. Dopravník může mít výkonná světla, takže může sklízet i v noci. Jedno rameno stroje zasahuje až 20 m do porostu. Tyto stroje mohou obsahovat i zásobník na rozety. Pracovník pak pokládá osekané rozety spolu s ananasem na podélný pásový dopravník. Na vrcholu elevačního dopravníku je ventilátor, který proudem vzduchu shazuje rozety do zvláštního zásobníku.
Uvedené stroje mohou být několika typů.
- samojízdné – bývají součástí pásového traktoru
- nesené – jsou tvořeny obloukem na hydraulických nohách, pod kterým může projet nákladní vůz nebo traktor s přívěsem; oblouk se spustí na vůz nebo přívěs a spolu s ním pojíždí po poli a nakládá na jeho korbu; pak se znovu hydraulicky zvedne a dopravní prostředky se vymění
- tažené – jedná se o menší stroje

### Choroby a škůdci ananasovníku
- choroby
  - virové

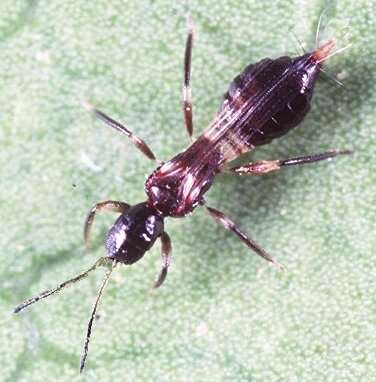
Třásněnka Franklinothrips vespiformis.

    - Vadnutí – virové onemocnění přenášené červci sajícími na listech. Vir způsobuje zastavení růstu kořenů a jejich uhnívání. Listy na okrajích žloutnou, špička se kroutí. Citlivými odrůdami jsou Cayenne a Monte Lirio; odolnými pak Spanish, Pernambuco, Queen, a dále druhy Ananas ananassoides, A. bracteatus či Pseudoananas sagenarius. Ochrana se provádí postřikem, nebo se provádí biologická ochrana pomocí Hambletonia pseudococcina a Anagrus cocciduorus.
    - Žlutá skvrnitost – je způsobována virem TSWV (tomato spotted will virus), který je přenášen třásněnkami rodu Thrips a Tabaci. Projevuje se nejprve žlutými okrouhlými skvrnamy na svrchní straně mladých listů a následně i na květenství.

  - bakteriální
    - Kvasničná fermentace plodů – je způsobena kvasinkami pronikajícími přes rány.
    - Růžová choroba plodenství.

  - houbové
    - Srdéčková hniloba – je způsobována fytoftorou Phytophthora cinnamomni. Tato houba též způsobuje zelenou hnilobu plodů. Ochrana se provádí chemická.
    - Hniloba kořenů
    - Hniloba sadby – způsobovaná houbou Thielaviopsis paradox. Sadba se proto máší v metaloxylu.
- škůdci
  - Housenka Thecla echinon – škodí v květenství.
  - Housenka Castinia licus – provrtává stonky směrem k plodenství až do rozlomení stonku.
  - Červec Diapsis bromeliae – škodí okusem na listech.
  - Stonoženka bílá Scutigerella immaculata – okusuje kořenové špičky.

## Produkce
Z ekonomického hlediska je ananas jednou z nejdůležitějších komodit na poli ovoce. Následující tabulka uvádí dvanáct největších producentů řazených podle produkce v roce 2004. První místa žebříčku obsazují pravidelně tytéž země. Ze statistik dále vyplývá dlouhodobý trend růstu vypěstovaného ananasovníku. Tento trend je zachycen křivkou na obrázku vpravo.

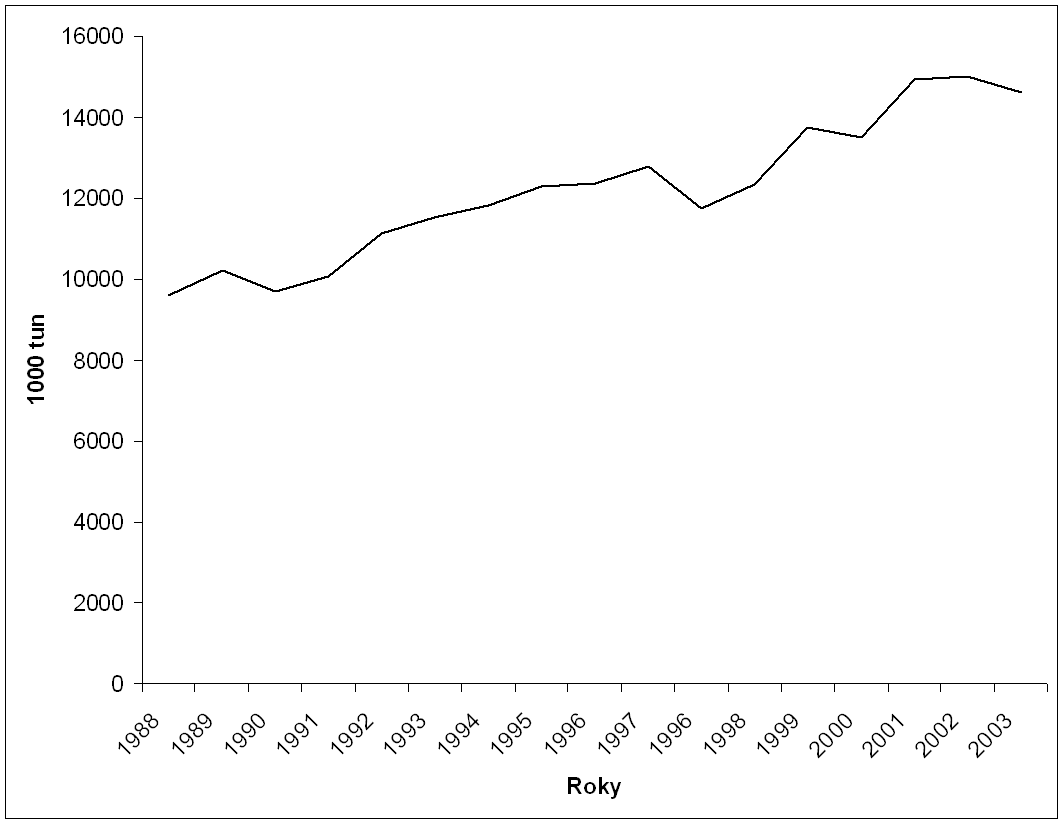
Světová produkce ananasu v letech 1988–2003 v 1000 tun. Zdroj: FAO.

| Dvanáct největších producentů ananasu. Produkce ananasu v jednotlivých zemích v letech 2001-2004 v 1000 tunách |           |       |       |        |       |
| Pořadí | Stát      | 2001  | 2002  | 2003   | 2004  |
| 1 | Thajsko   | 2078  | 1739  | 17001) | 1997  |
| 2 | Filipíny  | 1620  | 1636  | 16501) | 1759  |
| 3 | Brazílie  | 1430  | 1433  | 1400   | 1477  |
| 4 | Čína      | 1258  | 1244  | 13162) | 1403  |
| 5 | Indie     | 1220  | 1260  | 11001) | 1300  |
| 6 | Kostarika | 950   | 992   | 725    | 1077  |
| 7 | Nigérie   | 8811) | 8891) | 8891)  | 8891) |
| 8 | Mexiko    | 626   | 660   | 721    | 721   |
| 9 | Indonésie | 495   | 556   | 467    | 710   |
| 10 | Keňa      | 612   | 6001) | 6001)  | 6001) |
| 11 | Kolumbie  | 314   | 353   | 3531)  | 391   |
| 12 | Venezuela | 300   | 347   | 384    | 323   |
| Poznámky: 1) odhad Organizace pro výživu a zemědělství (FAO). 2) neoficiální údaj. Zdroj: FAOSTAT.             |           |       |       |        |       |

## Obsahové látky
Chemické složení plodenství variuje u různých odrůd a v různých podmínkách pěstování. Průměrné hodnoty plodenství jsou 0,4 % bílkovin, 0,1 % tuku, 11,6 % sacharidů, 0,4 % vlákniny, 0,1 % minerálních látek. Průměrný obsah vitamínu C je 29 mg/100 g dužniny. Plodenství dále obsahují významný podíl vitamínů skupiny B. Průměrná energetická hodnota činí 205 kJ/100 g dužniny. Látkami obsaženými v celé rostlině, pak jsou:

### Alkoholy
| - ethanol |

### Karboxylové kyseliny
| - kyselina α–linolenová - kyselina citronová - kyselina ferulová - kyselina linolová | - kyselina jablečná - kyselina olejová - kyselina šťavelová - kyselina kumarová | - kyselina palmitová - kyselina palmitolejová - kyselina stearová |

### Estery
| - ethylacetát |

### Aminokyseliny
| - alanin - arginin - asparagin - cystin - kyselina glutamová - glutamin | - glycin - histidin - isoleucin - leucin - lysin - methionin | - fenylalanin - serin - threonin - tyrosin - valin - kyselina asparagová |

### Vitamíny
| - α–karoten (provitamín A) - β–karoten (provitamín A) - thiamin (vitamín B1) | - riboflavin (vitamín B2) - niacin (vitamín B3) - kys. pantotenová (vitamín B5) | - kyselina askorbová (vitamín C) - α–tokoferol (vitamín E) |

### Sacharidy
| - glukosa | - fruktosa | - sacharosa |

### Lipidy
| - směs tuků |

### Enzymy
| - bromelain |

## Využití
Celá rostlina má řadu nejrůznějších využití:
- potravinářství – plodenství se konzumuje v čerstvém stavu, nebo se upravuje kandováním, sušením, mražením či konzervováním v cukerném roztoku. Dále se z něho vyrábí džemy, želé, marmelády, sirupy. Lisováním plodů se připravuje džus nebo nektar. Ananasová šťáva se též zkvašuje na alkoholické nápoje (např. víno chicha, které se vyrábí především v Jižní Americe). Ve Střední Americe je populární piña colada.
- krmivářství – odpad ze zpracování plodenství k potravinářským účelům, tzv. anananasové otruby, se používá jako krmivo pro dobytek.
- farmakologie a lékařství – části odpadu po zpracování plodenství k potravinářským účelům a především z vřetene plodenství a jeho stopky se připravuje proteolytický enzym bromelin, používaný jednak v lékařské diagnostice, jednak jako léčivo pro potlačování zánětů a snižující tvorbu krevních trombů, tedy např. jako prostředek proti infarktu myokardu.
- textilní průmysl – vlákno z listů, označované jako ananasové hedvábí, se používá k výrobě jemné příze.
- papírenský průmysl – vláknina z listů byla pokusně použita pro výrobu speciálního papíru.
- průmysl umělých hmot – vlákna z listů jsou používána ve směsi s polyetylenem pro přípravu velmi lehkých kompozitních materiálů.
- zahradnictví – ananasovníky s barevnými, případně žíhanými listy, či s výrazně barevnými plody se pěstují jako okrasné rostliny.
- léčitelství – v lidovém, zejména indiánském léčitelství, byla šťáva z plodenství používána jako prostředek proti zánětům, výronům, nádorům, bradavicím, jako abortivum (prostředek pro vyhnání plodu), diuretikum a prostředek proti parazitům. Ananas byl používán také k hubnutí, jako prostředek pro snižování chuti k jídlu, a jako preventivní látka proti vzniku žaludečních vředů. Vzhledem k obsahu vitamínu C ho lze použít rovněž pro léčbu kurdějí. Velmi silným projímadlem je zejména šťáva z nezralých ananasů. Odvar z listů byl používán pro léčbu zánětů močových cest a pohlavních chorob.

## Historie
Ještě v předkolumbovských dobách se ananasovník díky jeho pěstování indiánskými kmeny rozšířil i do Střední Ameriky a na ostrovy karibské oblasti. Zde, na ostrově Guadeloupe, se s ním seznámila výprava Kryštofa Kolumba dne 4. listopadu 1493. Odtud byly rostliny dopraveny do Evropy, kde od počátku 16. století začaly pokusy s jeho pěstováním ve sklenících. Teprve La Court v roce 1686 úspěšné začal sklízet ananasy ve sklenících poblíže nizozemského Leydenu a výsledky své práce publikoval. Odtud se první rostliny dostaly ve větší míře v roce 1712 do Anglie a v roce 1730 také do Francie. V průběhu 18. a 19. století byly do Evropy introdukovány i další odrůdy ananasovníku. Vzhledem k nákladnému pěstování ananasovníku v mírném pásu (v tzv. pinériích, které musely být vyhřívané) a praktické nemožnosti plodenství z důvodu trvanlivosti dovážet byl ananas v 17. a 18. století považován za symbol luxusu.
Zatímco dovoz zralých plodenství byl prakticky nemožný, rozety schopné dalšího pěstění vydržely i extrémně dlouhé transporty na počátku novověku. Španělé tak počátkem 16. století introdukovali ananasovníky na Filipíny a mohli je v té době poprvé dopravit i na Havajské ostrovy a Guam. Portugalci rozšířili jeho pěstování na západní i východní pobřeží Afriky, na Moluky a do Indie. V Číně se připomíná již od roku 1594 a v jižní Africe kolem 1655. V roce 1777 kapitán James Cook vysadil ananasovníky na Společenských ostrovech (Society Is.), Přátelských ostrovech (Friendly Is.) a na jiných místech jižního Pacifiku. Misionáři z Brisbane dovezli první rostliny do Austrálie z Indie v roce 1838. Na ostrově Oahu (Havajské ostrovy) byla první větší plantáž založena v roce 1885.

## Alergie
Stejně jako u ostatního ovoce i u ananasu dochází u některých konzumentů k alergickým reakcím. Jedná se o alergii na ananas, která je pravděpodobně způsobena proteolytickým enzymem bromelinem. nebo bílkovinou profilinem. Tato alergická reakce se nejčastěji projevuje nepříjemnou chutí na jazyku.